# Сельское чтение
«Сельское чтение» — русский журнал, издававшийся в Петербурге В. Ф. Одоевским и А. П. Заблоцким-Десятовским.

## История издания
В 1843—1848 вышло всего 4 книги; впоследствии неоднократно переиздавались. В. Г. Белинский приветствовал это издание, предназначавшееся специально для крестьянина-земледельца.
После выхода первой книжки митрополит московский Филарет направил донесение в Синод о том, что книга, в которой образование общества излагается «без бога и без царя», не может принести «добрые плоды».

## Содержание журнала
В журнале публиковались материалы о крестьянском быте и хозяйстве, сообщались сведения по всевозможным отраслям, изложенные доступным языком, со множеством пословиц, поговорок и т. п. В статьях Одоевского, являвшегося перед читателем то в образе умного крестьянина Наума, то словоохотливого дяди Иринея, содержались советы по гигиене, медицине, сельскому хозяйству, сведения по физике, географии, литературе, истории.

## Авторы журнала
В журнале сотрудничали В. И. Даль, М. Н. Загоскин,А. Ф. Вельтман, В. А. Соллогуб и др.